# Keeshond

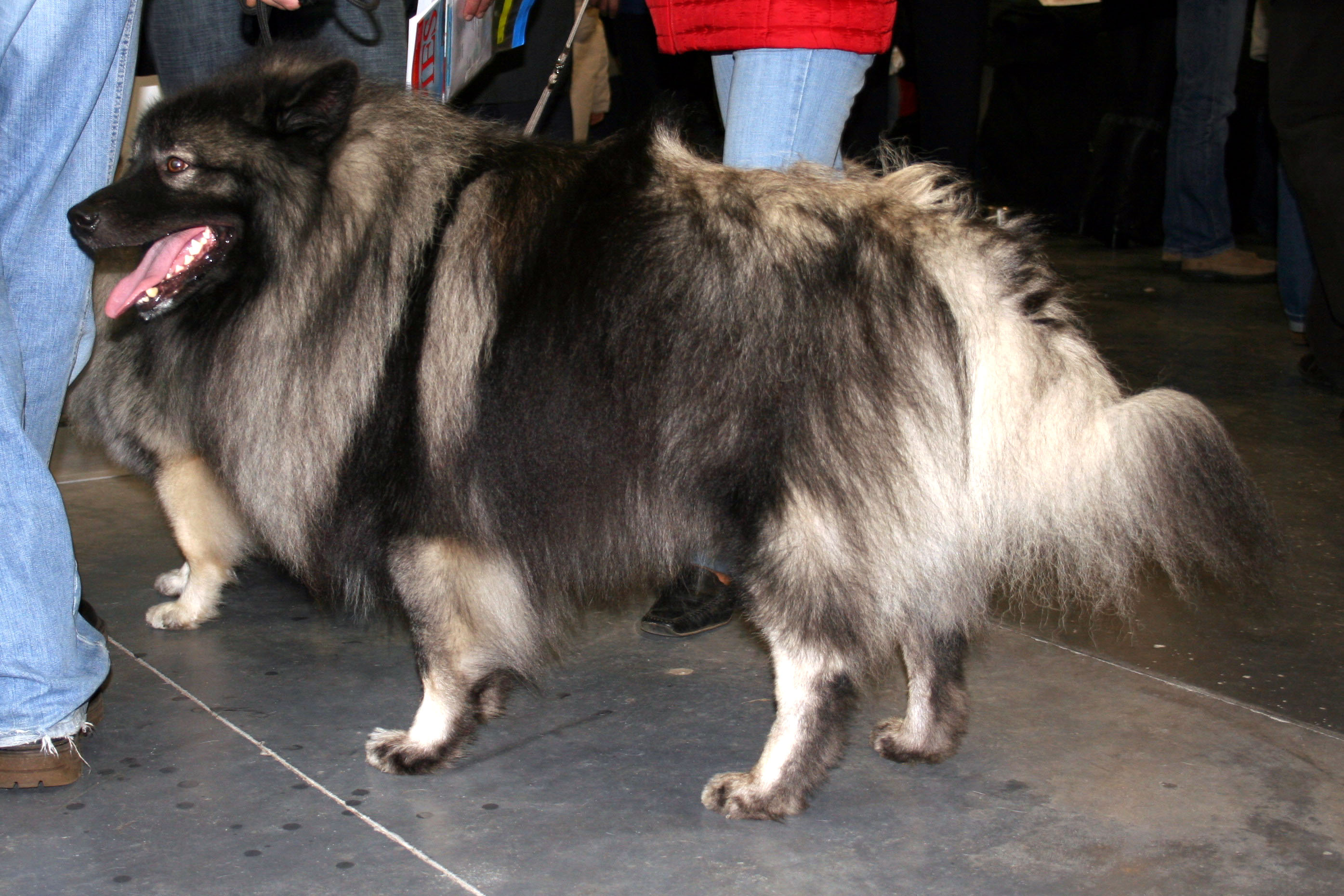
Wolfskeeshond

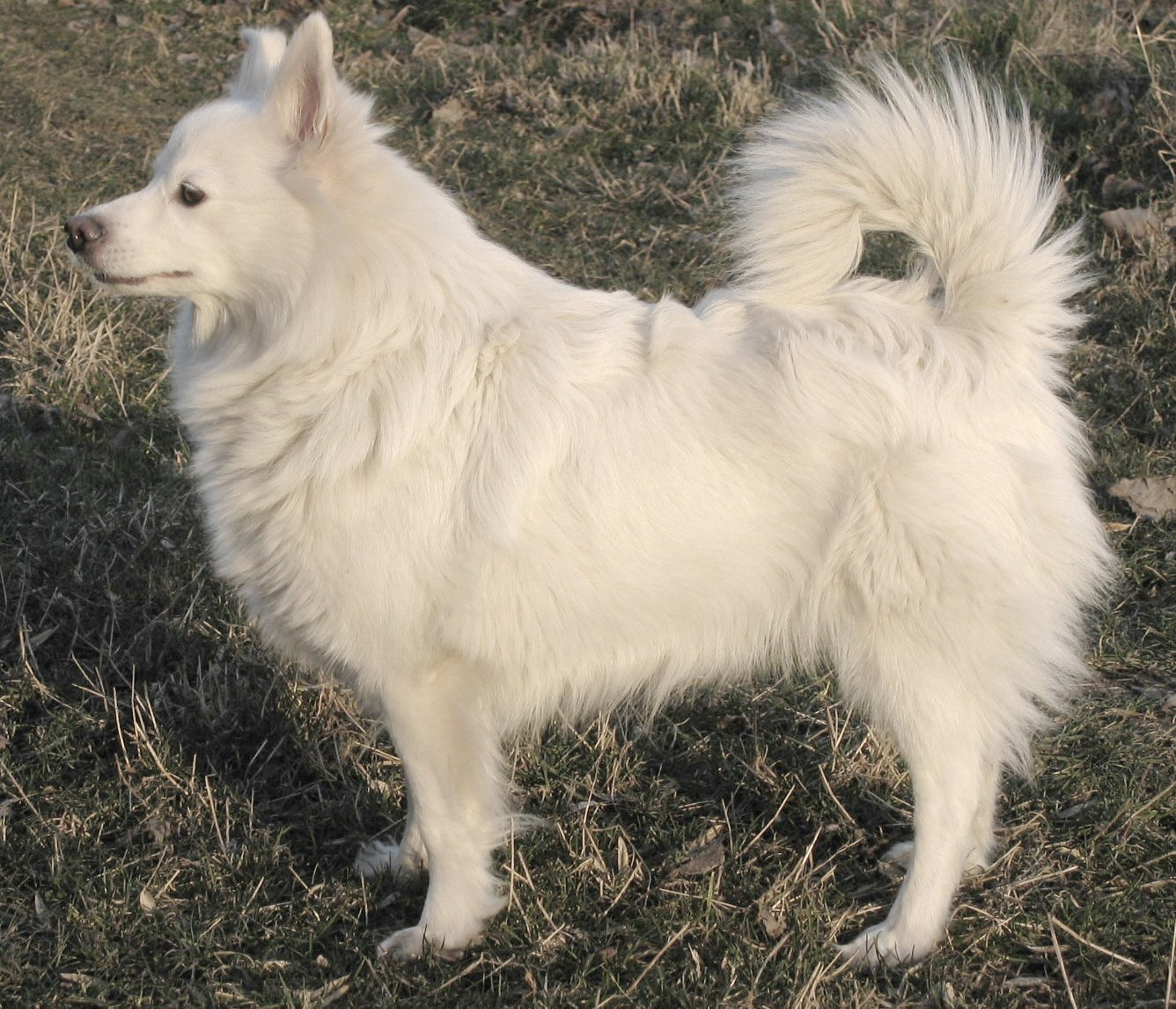
Grote keeshond - wit

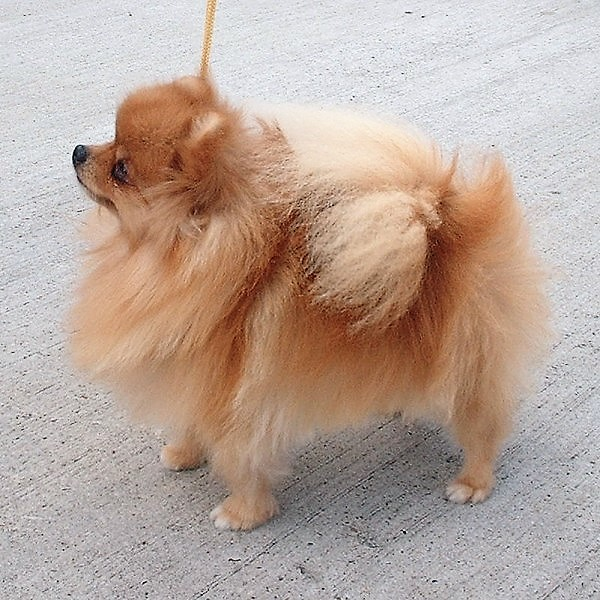
Dwergkeeshond - oranje

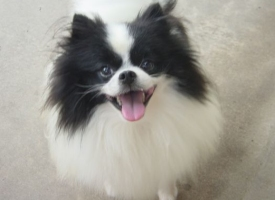
Dwergkeeshond - wit met zwart of parti genoemd

De keeshond of Duitse spits is een hondenras afkomstig uit Duitsland. De FCI heeft het ras naar maat en kleur verdeeld in tien variëteitsgroepen die op hondenshows apart gekeurd worden:
- wolfsgrijze keeshond of wolfskees: 49 cm ± 6 cm
- grote keeshond of standaard kees: 46 cm ± 6cm
  - wit
  - bruin en zwart
- middenslag keeshond: 34 cm ± 4 cm
  - wit
  - bruin en zwart
  - oranje, grijs en anders gekleurd
- kleine keeshond: 26 cm ± 3 cm
  - wit
  - bruin en zwart
  - oranje, grijs en anders gekleurd
- dwergkeeshond of pomeranian (alle kleuren): 20 cm ± 2 cm

In Nederland erkende de Raad van Beheer in 1933 een iets kleinere wolfsgrijze variant van de standaard kees als Hollandse keeshond. In 1952 werd de ontwikkeling van dit ras beëindigd omdat het zich te weinig onderscheidde van de wolfsgrijze Duitse keeshond.

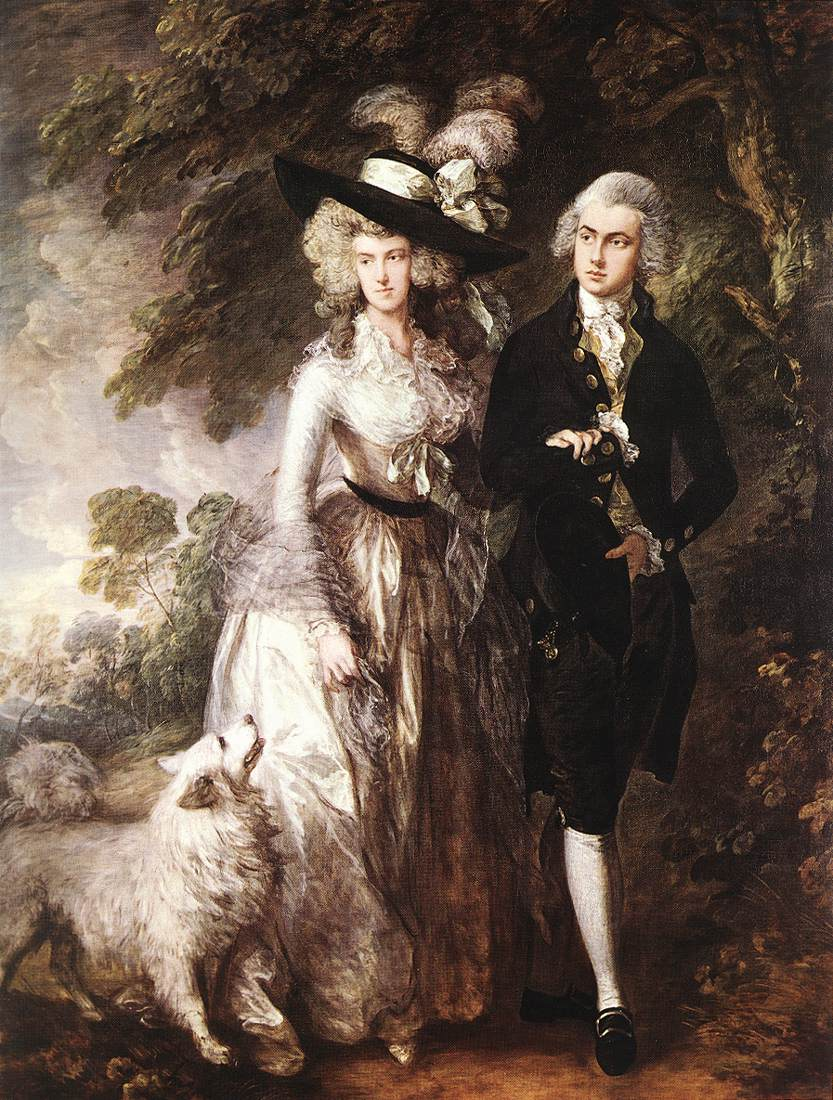
Keeshond - Engeland, 18e eeuw

## Geschiedenis
De keeshond zou afstammen van turfhonden. Dit zijn prehistorische spitsen waarvan de fossiele resten op verschillende plaatsen in Europa zijn teruggevonden. In afbeeldingen op Griekse vazen zijn ook keeshonden herkend, hoewel dat niet in overeenstemming is met de veronderstelde noordelijke afkomst van het ras.
Een Middeleeuws zegel van de stad Amsterdam toont een keesachtige hond aan boord van een schip, maar in het algemeen zijn oude afbeeldingen van keeshonden schaars. Dit heeft te maken met de lage status van de hond, vergeleken met de jachthonden van de adel. Luther en Mozart zijn echter genoemd als eigenaren van een keeshond. In de 18e eeuw werd de grote kees in Engeland geïntroduceerd als pomeranian, de naam verwijst naar de streek Pommeren in Duitsland, vanwaar kennelijk honden van dit type geïmporteerd werden. Witte keeshonden werden meerdere malen door Thomas Gainsborough afgebeeld.
In Nederland werd het ras in de 18e eeuw het symbool van de Patriotten en hij stond tegenover de mopshond van hun Orangistische tegenstanders. Er wordt wel verondersteld dat de naam keeshond afgeleid zou zijn van die van de patriot Cornelis (Kees) de Gijselaar, maar het gebruik van "kees" als scheldwoord bestond al eerder. In ieder geval werden de Patriotten ook als Kezen betiteld.
Keeshonden werden vroeger in Duitsland en Nederland gebruikt als waakhond, eventueel aan boord van een schip. Ze waren doorgaans iets kleiner dan de huidige grote kees. Dergelijke standaard keeshonden werden eind 19e eeuw op de eerste hondenshows ingeschreven. Het fokken van de kleine keeshond was al eerder in de 19e eeuw begonnen, de Engelse koningin Victoria importeerde kleine keeshonden uit Italië. Rond 1900 was de kleine kees enige tijd een modehond. In 1924 werd de Nederlandse Keeshonden Club (NKC) opgericht.
In de jaren 1920 begon men in Engeland ook weer met de grote keeshonden te fokken, waarbij uit Nederland geïmporteerde wolfsgrijze exemplaren een belangrijke rol speelden. Vandaar dat het Nederlandse woord keeshond daar in gebruik kwam als aanduiding voor de wolfsgrijze kees. Dit is naast de dwergkees nog steeds de enige variant die in Engeland en de Verenigde Staten erkend is. De populaire wolfskees wordt er vaak gezien als een authentiek Nederlands ras.
De middenslag keeshond is uit de kleine kees gefokt en werd door de FCI erkend in 1970. Vier jaar later volgde de erkenning van de dwergkees, om aansluiting te houden met de in Amerika populaire en steeds verder verdwergende pomeranian. De wolfsgrijze keeshond kreeg in de FCI-landen eveneens een aparte plaats naast de grote kees om te voorkomen dat de liefhebbers van de Anglo-Amerikaanse keeshond in Europa een eigen ras zouden gaan vormen.
Tegenwoordig zijn de dwergkeeshond en de wolfskees in behoorlijke aantallen op hondenshows vertegenwoordigd, daarnaast is er nog weleens een witte standaard keeshond te zien en een enkele kleine of middenslag keeshond in wit of oranje. De overige variëteiten van het ras zijn zeldzame verschijningen. De bruine grote keeshond is waarschijnlijk uitgestorven, met de zwarte is het niet veel beter gesteld. Deze dieren staan in Duitsland op een rode lijst van bedreigde huisdiersoorten.

## Uiterlijk
De keeshond heeft een vrij korte rug en een ietwat steile achterhand. De buik is licht opgetrokken. Het hoofd is wigvormig, de kleine variëteiten hebben een wat korte neus. De stop is matig bij de grote kees, meer geprononceerd bij de andere variëteiten. De ogen zijn ovaal, bij de kleine kezen relatief groot. De hoog aangezette staande oren zijn vrij klein. De staart is hoog aangezet en over de rug gekruld.
De dubbele vacht is kort op het hoofd en aan de voeten, elders is het dekhaar lang, dicht en afstaand. Bij de tegenwoordige showhonden is het hoofd bijna verborgen in de brede afstaande kraag die zich voortzet over de borst. Ook de achterzijde van de benen is rijk bevederd.
In Duitsland worden bij de keeshond de kleuren wolfsgrijs, wit, zwart en bruin de altfarben genoemd, de overige kleuren gelden als neufarben. Kenmerkend voor de wolfsgrijze keeshond is een grijs lijntje rond de ogen, de zgn. bril.

## Aard en gebruik
De keeshond is van origine een waakhond die boerderijen, soms schepen, moest bewaken. Daarom heeft hij weinig neiging om te gaan zwerven, maar kan hij wat wantrouwig zijn tegenover vreemden. Op boerderijen worden ze echter niet veel meer gezien, de plaats van de kees als waakhond is veelal overgenomen door (bastaard) Duitse herders. Mogelijk heeft dat te maken met het toch vrij zachte karakter van de kees en met zijn reputatie als keffer.
Tegenwoordig wordt de keeshond voornamelijk gebruikt als huishond. Liefhebbers noemen de keeshond aanhankelijk, oplettend en levendig, zeer geschikt om in een gezin te houden. Ze zijn bijzonder trouw aan hun baas en over het algemeen leergierig. Met consequente training is een keeshond makkelijk op te voeden wegens de grote intelligentie van deze honden.

## Voetnoten
1. ↑   E. Sanders (1993), Eponiemenwoordenboek

Akita ·
Amerikaanse akita ·
Alaska-malamute ·
Basenji ·
Canaänhond ·
Canadese eskimohond ·
Chowchow ·
Cirneco dell'Etna ·
Eurasiër ·
Europese sledehond ·
Faraohond ·
Finse lappenhond ·
Finse spits ·
Groenlandse hond ·
Hokkaido ·
IJslandse hond ·
Jämthund ·
Japanse spits ·
Kai ·
Karelische berenhond ·
Keeshond ·
Kintamanihond ·
Kishu ·
Koreaanse jindohond ·
Lapinporokoira ·
Mexicaanse naakthond ·
Noorse buhund ·
Noorse elandhond ·
Noorse lundehond ·
Norrbottenspets ·
Oost-Siberische laika ·
Peruaanse naakthond ·
Podenco canario ·
Podenco ibicenco ·
Podengo Português ·
Russisch-Europese laika ·
Samojeed ·
Shiba ·
Shikoku ·
Siberische husky ·
Taiwandog ·
Thai Bangkaew Dog ·
Thai ridgebackdog ·
Västgötaspets ·
Volpino italiano ·
Westsiberische laika ·
Yakut laika ·
Zweedse lappenhond